# Очард Хоумс (Монтана)
Очард Хоумс (енгл. Orchard Homes) насељено је место без административног статуса у америчкој савезној држави Монтана.

## Демографија
По попису из 2010. године број становника је 5.197, што је 2 (0,0%) становника мање него 2000. године.
| Група             | 2000.         | 2010.         |
| Белци             | 4.916 (94,6%) | 4.768 (91,7%) |
| Афроамериканци    | 7 (0,1%)      | 12 (0,2%)     |
| Азијати           | 67 (1,3%)     | 93 (1,8%)     |
| Хиспаноамериканци | 70 (1,3%)     | 113 (2,2%)    |
| Укупно            | 5.199         | 5.197         |